# Нижнетериберское водохранилище
Нижнетериберское водохранилище — искусственный водоём в Мурманской области России, образованный на реке Териберка в результате строительства Нижнетериберской ГЭС. Площадь — 1,42 км². Длина - 7,4 км. Объём — 0,0112 км³. Площадь водосбора — 2020 км². Спроектировано институтом Ленгидропроект.